# Бузилов, Валерий Викторович
Бузилов Валерий Викторович (род. 26 сентября 1953 года, Коспаш, Молотовская область (ныне — Пермский край) — российский предприниматель, общественный и политический деятель, депутат Государственной Думы VII созыва, член фракции «Единая Россия», член комитета по бюджету и налогам.

## Биография
В 1976 году окончил машиностроительный факультет Ижевского механического института по специальности «полигонные установки». После окончания института был направлен на Ижевский механический завод, с 1976 по 1979 год мастером, старшим инженером-испытателем, руководителем группы анализа. Предприятие производило комплексы противотанковых управляемых ракет. В 1979 году перешёл на работу на Ульяновский авиационно-промышленный комплекс инженером наладчиком. С 1981 по 1982 год работал прорабом, старший прорабом, начальник участка «Востокнефтегазэлектромонтаж» треста «Миннефтегазстрой». В 1982 назначен начальником монтажно-линейного участка, заместителем начальника производственного отдела в монтажно-наладочном управлении № 11 треста «Востокнефтегазэлектромонтаж», где проработал до 1991 года. В 1986 году был направлен в командировку в Ливию, принимал участие в прокладке газопровода «Бенгази-Триполи».
С 1991 по 1993 год работал директором малого предприятия «Котон», С 1993 по 2010 год работал генеральным директором, председателем совета директоров ижевского многопрофильного холдинга ЗАО «АСПЭК». С 2010 по 2013 год — генеральный директор ООО «Башнефть-Регион», компания занимается оптовой торговлей нефтепродуктами. В. В. Бузилов является единоличным владельцем нескольких предприятий: ООО «Ада» — основной профиль оптовая торговля цветными металлами, ООО «Радуга» — занимается строительством, ООО «Театральное» — занято в ресторанном бизнесе и торговле продуктами, владелец спортивно-туристического центра «Нечкино» и одноимённого отеля.
С 1999 года дважды избирался депутатом Госсовета Удмуртской Республики II и III созывов по одномандатному избирательному округу № 80, дважды был избран депутатом IV и V созывов по партийным спискам партии «Единая Россия». С 2013 по 2016 год работал председателем депутатской комиссии по экономической политике Государственно совета республики.
С 18 сентября 2016 года избран депутатом Государственной думы РФ VII созыва по Ижевскому одномандатному округу № 34, выдвинут от партии «Единая Россия».

## Законотворческая деятельность
С 2016 по 2019 год, в течение исполнения полномочий депутата Государственной Думы VII созыва, выступил соавтором 97 законодательных инициатив и поправок к проектам федеральных законов.

## Награды
- Почётное звание «Заслуженный нефтяник Удмуртской Республики»
- Почётная грамота Удмуртской Республики.
- Почётная грамота Государственного Совета Удмуртской Республики.
- Почётная грамота Министерства энергетики Российской Федерации[2].